# Clemens Krauss (Künstler)

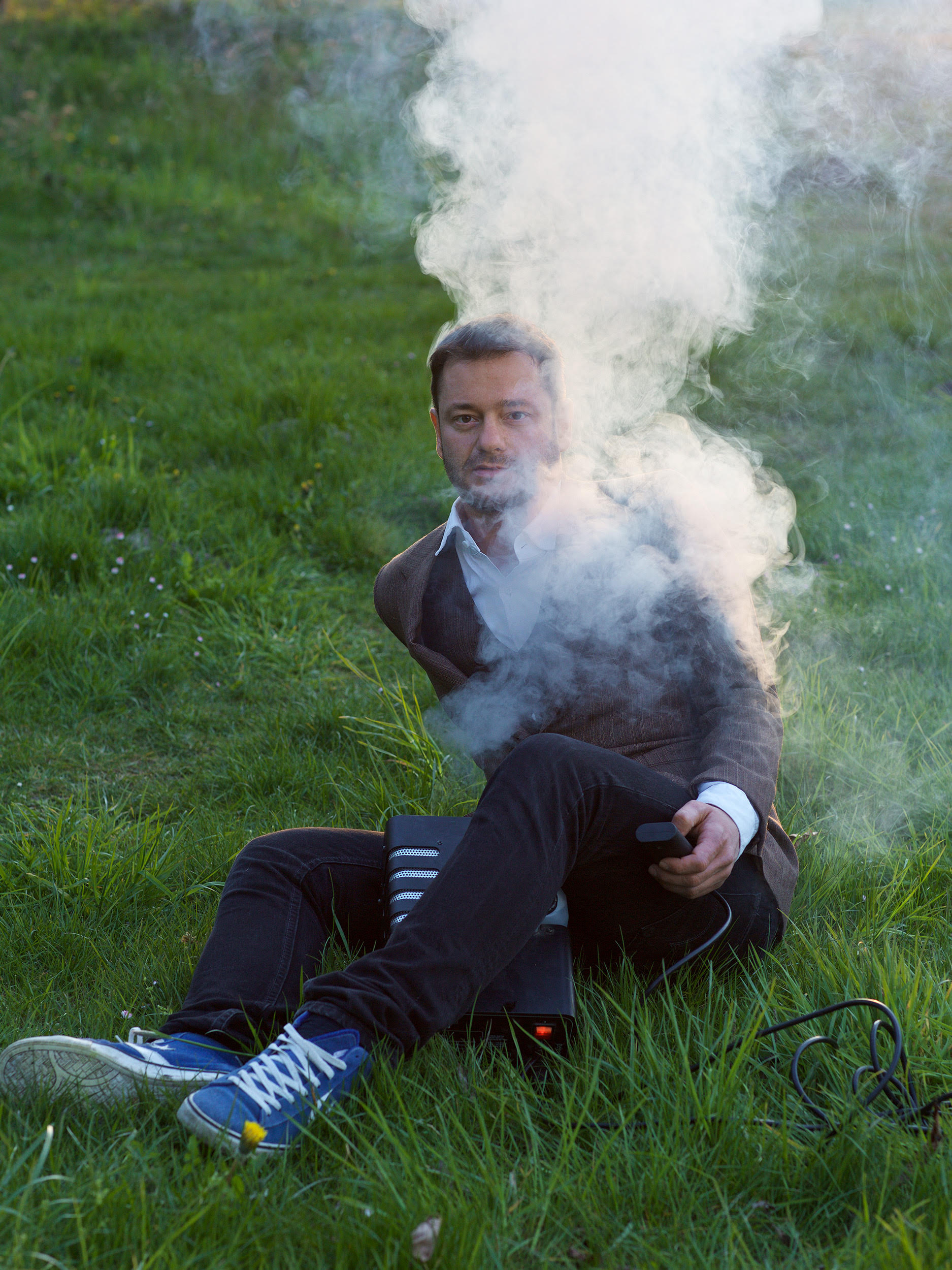
Clemens Krauss porträtiert von Oliver Mark, Angermünde 2015

Clemens Krauss  (* 1981) ist ein österreichischer bildender Künstler. Er lebt und arbeitet in Berlin.

## Leben
Nach einem Medizinstudium in Graz studierte Clemens Krauss Bildende Kunst an der Universität der Künste Berlin sowie in London. Nach dem Abschluss des Studiums am Central Saint Martins College of Art and Design führten ihn Stipendien und Ausstellungen zu längeren Auslandsaufenthalten nach Brasilien, Japan und Australien. Krauss arbeitet auch als Psychoanalytiker.

## Werk
Clemens Krauss arbeitet vorrangig mit den Medien Malerei, Installation und Video. Das „zentrale Ansinnen“ von Krauss liegt in „der Reflexion und künstlerischen Auseinandersetzung mit der Programmatik des menschlichen Körpers heute.“
Sowohl in den Malereien, die typischerweise zentimeterdicke Farbaufträge aufweisen, als auch in den skulpturalen Arbeiten sowie Videoarbeiten, werden immer wieder gesellschaftliche Aspekte thematisiert. „Das Band, das seine Werke zusammenhält, ist die Frage danach, was menschliche Identität ausmacht.“

## Einzelausstellungen (Auswahl)
- 2019 Vorzimmer | reception, Kunstraum Innsbruck, Innsbruck, Österreich
- 2019 100 Cuts, Galerie Crone, Berlin, Deutschland
- 2019 Macula, LFN Spinnerei Leipzig, Leipzig, Deutschland
- 2018 Transverse Materialism, Fototeca de Cuba, Havana, Kuba
- 2017 Nichtwissen, Galerie Crone, Wien, Österreich
- 2016 Human Noise, Galerie Crone, Berlin, Deutschland
- 2016 Little Emperors, Museum of Contemporary Art, Chengdu, China
- 2014 Es ist Zeit, Marta Herford, Herford, Deutschland
- 2014 Double Bind, Artport, Tel Aviv, Israel
- 2013 Like Memory Works, Dominik Mersch Gallery, Sydney, Australien
- 2012 Transference Room, Kulturhuset, Stockholm, Schweden
- 2012 Clemens, Museu de Arte Moderna Aloísio Magalhães (MAMAM), Recife, Brasilien
- 2011 The Bone Book, Kunstbüro Wien, Wien, Österreich
- 2010 Large Self-portrait, Art Gallery of New South Wales, Sydney, Australien
- 2009 Aufwachen, Haus am Waldsee, Berlin, Deutschland
- 2008 Aufwand / Display, Museu de Arte Moderna do Rio de Janeiro, Rio de Janeiro, Brasilien
- 2007 Chromosomes, Berlinische Galerie, Berlin, Deutschland
- 2007 21 + 4 Bodies, Stedelijk Museum voor Actuele Kunst (S.M.A.K), Gent, Belgien
- 2007 Nursery, Artspace, Sydney, Australien

## Gruppenausstellungen (Auswahl)
- 2020 Bienal de Curitiba, Curitiba, Brasilien
- 2019 Bienal de la Habana 2019, Havanna, Kuba
- 2018 Petersburg, Weserburg, Bremen, Deutschland
- 2016 Höhenrausch16 – Andere Engel, OK – Offenes Kulturhaus Oberösterreich, Linz, Österreich
- 2013 De Leur Temps, Musée des Beaux-Arts de Nantes, Nantes, Frankreich
- 2013 Bienal Internacional de Curitiba, Curitiba, Brasilien
- 2013 Modern Families, Lewis Glucksman Gallery, Cork, Irland
- 2013 Berlin Status, Künstlerhaus Bethanien, Berlin, Deutschland
- 2013 Videonale, Kunstmuseum Bonn, Deutschland
- 2012 I Am A Berliner, Tel Aviv Museum of Art, Tel-Aviv, Israel
- 2012 Beyond Time – International Video Art Today, Kulturhuset, Stockholm, Schweden
- 2012 Alptraum, Goethe-Institut Johannesburg, Johannesburg, Südafrika
- 2011 1st Biennale of Painting, HDLU, Zagreb, Kroatien
- 2010 Surface Tension, Museum of Contemporary Art (MOCA), Los Angeles, USA
- 2010 Chop Shop, Autocenter Berlin, Deutschland
- 2010 It’s not easy being green, Kunsthaus Mürzzuschlag, Mürzzuschlag, Österreich
- 2010 Transfer Berlin, Berlinische Galerie, Berlin, Deutschland
- 2009 Hängung #4 – Querschnitt, Sammlung Alison & Peter W. Klein, Eberdingen-Nussdorf, Deutschland
- 2009 Liebeslust und Lebenslast, Museum Schloss Corvey, Höxter, Deutschland
- 2008 Berlin goes Sydney, Dominik Mersch Gallery, Sydney, Australien
- 2007 Aus dem 21. Jahrhundert, Berlinische Galerie, Berlin, Deutschland
- 2007 Ob ich das sehe, Heidelberger Kunstverein, Heidelberg, Deutschland